# Baureihe ET 56
Baureihe ET 56 — elektryczny zespół trakcyjny wyprodukowany w 1952 roku dla kolei zachodnioniemieckich. Wyprodukowano siedem zespołów trakcyjnych. Zostały wyprodukowane do podmiejskich pociągów pasażerskich na zelektryfikowanych liniach kolejowych. Pierwszy zespół wyprodukowano w maju 1952 roku. Ostatni został wyprodukowany w grudniu. Zespoły trakcyjne pomalowano na kolor czerwony. Jednostki były eksploatowane na liniach kolejowych we Frankonii oraz południowej Badenii. Zespoły trakcyjne nie zostały zachowane jako eksponaty zabytkowe.